# Two Creeks (Wisconsin)
Two Creeks es un pueblo ubicado en el condado de Manitowoc en el estado estadounidense de Wisconsin. En el Censo de 2010 tenía una población de 437 habitantes y una densidad poblacional de 11,35 personas por km².

## Geografía
Two Creeks se encuentra ubicado en las coordenadas 44°16′31″N 87°33′20″O / 44.27528, -87.55556. Según la Oficina del Censo de los Estados Unidos, Two Creeks tiene una superficie total de 38.49 km², de la cual 38.47 km² corresponden a tierra firme y (0.05%) 0.02 km² es agua.

## Demografía
Según el censo de 2010, había 437 personas residiendo en Two Creeks. La densidad de población era de 11,35 hab./km². De los 437 habitantes, Two Creeks estaba compuesto por el 99.77% blancos, el 0.23% eran afroamericanos, el 0% eran amerindios, el 0% eran asiáticos, el 0% eran isleños del Pacífico, el 0% eran de otras razas y el 0% pertenecían a dos o más razas. Del total de la población el 0.69% eran hispanos o latinos de cualquier raza.